# Machta
 (avril 2022).
La mise en forme du texte ne suit pas les recommandations de Wikipédia : il faut le « wikifier ».
Les points d'amélioration suivants sont les cas les plus fréquents :
- Les titres sont pré-formatés par le logiciel. Ils ne sont ni en capitales, ni en gras.
- Le texte ne doit pas être écrit en capitales (les noms de famille non plus), ni en gras, ni en italique, ni en « petit »…
- Le gras n'est utilisé que pour surligner le titre de l'article dans l'introduction, une seule fois.
- L'italique est rarement utilisé : mots en langue étrangère, titres d'œuvres, noms de bateaux, etc.
- Les citations ne sont pas en italique mais en corps de texte normal. Elles sont entourées par des guillemets français : « et ».
- Les listes à puces sont à éviter, des paragraphes rédigés étant largement préférés. Les tableaux sont à réserver à la présentation de données structurées (résultats, etc.).
- Les appels de note de bas de page (petits chiffres en exposant, introduits par l'outil «  Source ») sont à placer entre la fin de phrase et le point final[comme ça].
- Les liens internes (vers d'autres articles de Wikipédia) sont à choisir avec parcimonie. Créez des liens vers des articles approfondissant le sujet. Les termes génériques sans rapport avec le sujet sont à éviter, ainsi que les répétitions de liens vers un même terme.
- Les liens externes sont à placer uniquement dans une section « Liens externes », à la fin de l'article. Ces liens sont à choisir avec parcimonie suivant les règles définies. Si un lien sert de source à l'article, son insertion dans le texte est à faire par les notes de bas de page.
- La présentation des références doit suivre les conventions bibliographiques. Il est recommandé d'utiliser les modèles {{Ouvrage}}, {{Chapitre}}, {{Article}}, {{Lien web}} et/ou {{Bibliographie}}. Le mode d'édition visuel peut mettre en forme automatiquement les références.
- Insérer une infobox (cadre d'informations à droite) n'est pas obligatoire pour parachever la mise en page.

Pour une aide détaillée, merci de consulter Aide:Wikification.
Si vous pensez que ces points ont été résolus, vous pouvez retirer ce bandeau et améliorer la mise en forme d'un autre article.
La machta ou El machta, (en arabe الماشطة) est une profession féminine médiévale algérienne. Elle est l’habilleuse et l'esthéticienne traditionnelle de la mariée, experte et protectrice du rite nuptial ancestral algérien.

## Son travail
La machta est sollicitée pour son rôle d’esthéticienne, d'habilleuse et de superviseure du mariage grâce son influence par ses connaissances aiguisées des traditions qui englobent le mariage, ses conseils fort avisés à toute famille qui entamait des liens pour un éventuel mariage, son travail différait de la Teyaba du Hammam, qui elle ne faisait que l’intermédiaire entre les familles qui recherchaient à marier une fille ou un garçon.
La Machta elle, les gens avaient besoin d’abord de ses conseils avisés et ensuite pour permettre à la mariée d’être présentable le jour J. Elle conseillait judicieusement dans sa nouvelle vie la jeune mariée, car elle n’était pas seulement qu'habilleuse et esthéticienne, mais à la fois conseillère et confidente. Une sorte de marraine qui prépare la jeune épouse à la vie conjugale.
Son rôle consiste à :
- Conseillère pour l’élaboration du trousseau et de la dot[2],[3]
- Préparation du hammam de la mariée : fabrication de saboun e’dzaïr (pâte gluante appelé aussi savon noir faisant office de shampoing), au t’fel  (argile blanc que l’on peut appelé aussi rassoul) permettant d’avoir une chevelure souple et apportant une douceur à la peau. Bien évidemment tous ces produits sont préparés à la maison et seront mis dans des petites tasses en cuivre superposées les unes sur les autres appelées communément ‘’ m’Raques ‘’, avec une tassa et d’autres produits nécessaires à la toilette d’une femme, qui à leur tour seront déposés au fond d’un récipient en cuivre appelé ‘’ mahbess el hammam ‘’ recouvert d’un tissu carré richement brodé et attaché d’un beau ruban en satin blanc ou rose. La sortie de bain, les serviettes, les bnikas et aâbrouk, ainsi que le linge de la mariée sont mis soigneusement au fond d’une sapa en life (Grand et profond coffret avec couvercle, richement décoré recouvert de tissus en satin et rubans avec glace, pochettes à l’intérieur)[4].
- Le henné : au retour du hammam, la majorité des invités intimes restent au domicile parental pour passer la soirée du henné (hanat babaha) où la machta décorait les mains et les pieds de motifs berbères ou en arabesque. À cette époque, il était strictement interdit à toute jeune fille de s’épiler les sourcils ou de se maquiller jusqu’à cette fameuse soirée où la machta ou une proche la prenait en charge la mettant en valeur, pour le lendemain jour de la tasdira (défilé de la mariée) qu’on appelait aussi khouwara[5].
- L'ambiance : que ce soit le jour du hammam, la soirée du henné ou lors de la tasdira, la machta participait avec les meddahat et poussait les invitées à danser.
- L'esthétique : lors de la khouwara, le jour où la mariée exécute son défilé de sept robes traditionnelles, appelé la tasdira, la machta s'occupe de la coiffure et du maquillage de celle-ci; de l'aider à s'habiller, surtout si sa tasdira comprend les tenues nuptiales chargées, comme la dlala annabiya, la chedda tlemcenienne, la chedda âsimiya, la takhlila âsimiya, la chedda oranienne ou encore la chedda mostaganemoise. Elle pare la mariée de bijoux en tous genres qui ornent sa tête, son front, ses oreilles, son buste, ses bras et ses chevilles. Elle organise le temps de défilé de chaque tenue, le temps de danse de la mariée, le temps des photos, etc.